# Амфепрамон
Амфепрамон (лат. Amfepramonum, диэтилпропион, диэтилкатинон) —  анорексигенное средство, используемое для подавления аппетита. Оказывает психостимулирующее действие, возбуждает центр насыщения и угнетает центр голода. Стимулирует кору больших полушарий головного мозга, практически не обладает периферическим адреностимулирующим эффектом. При ожирении способствует снижению массы тела. В некоторых странах препарат считается наркотическим средством и его продажа ограничена.
В Российской Федерации амфепрамон входит в Список II (группу психотропных веществ) Перечня наркотических средств. Это означает, что оборот амфепрамона ограничен.
Амфепрамон — белый (иногда с кремоватым оттенком) кристаллический порошок горького вкуса. Легко растворим в воде и спирте. Терапевтическое действие развивается через 30–60 минут, длительность действия — 8 часов. Синтезируется препарат путём бромирования пропиофенона для получения α-бромпропиофенона, который взаимодействуя с диэтиламином даёт диэтилпропион.